# Estação Ecológica da Ilha do Mel
A ESEC da Ilha do Mel está localizado no município de Paranaguá, no Estado do Paraná. Foi criado em 1982, através do Decreto Estadual n.º 5.454, com área de 2.240,64 hectares.. A ESEC Estadual da Ilha do Mel é parte integrante do Patrimônio da Humanidade das Reservas de Mata Atlântica do Sudeste, estabelecido em 1999.